# Andreas Feuerecker
Andreas Feuerecker (* 28. Dezember 1991 in Garmisch-Partenkirchen) ist ein deutscher Eishockeyspieler, der seit 2014 beim EC Peiting in der Eishockey-Oberliga auf der Position eines Verteidigers spielt.

## Karriere
Feuerecker durchlief zunächst alle Jugendabteilungen beim SC Riessersee und spielte in der DNL, ehe er zur Saison 2009/10 zum EV Füssen und dessen Jugendmannschaft wechselte, welche in der Jugend-Bundesliga spielte. In der 2009/10 wurde er auch erstmals in der ersten Mannschaft für vier Spiele eingesetzt. Nach nur einer Saison in Füssen ging er zurück zum SC Riessersee, wo er zur Oberliga-Stammmannschaft gehörte und seinen Teil zum Oberliga-Meistertitel beitrug.
Ende Juni 2011 gab Feuerecker seine Vertragsverlängerung beim SC Riessersee bekannt, der in der Saison 2011/12 in der 2. Eishockey-Bundesliga antritt. Am 1. März 2012 beendete Feuerecker seine Karriere, um eine Ausbildung bei der Polizei zu beginnen.
Allerdings wechselte er zur Saison 2012/13 in die Eishockey-Oberliga zum EV Regensburg.

## Erfolge und Auszeichnungen
- 2011 Oberliga-Meister und Aufstieg in die 2. Eishockey-Bundesliga mit dem SC Riessersee

## Karrierestatistik
(Legende zur Spielerstatistik: Sp oder GP = absolvierte Spiele; T oder G = erzielte Tore; V oder A = erzielte Assists; Pkt oder Pts = erzielte Scorerpunkte; SM oder PIM = erhaltene Strafminuten; +/− = Plus/Minus-Bilanz; PP = erzielte Überzahltore; SH = erzielte Unterzahltore; GW = erzielte Siegtore; 1 Play-downs/Relegation; Kursiv: Statistik nicht vollständig)